# Umberto Calosso
Umberto Calosso (Belveglio, 23 settembre 1895 – Roma, 10 agosto 1959) è stato un giornalista e politico italiano.

## Biografia
Nato a Belveglio in provincia di Asti da Giuseppina Damasio, la maestra elementare del paese, e da Giuseppe Calosso, ufficiale dell'Esercito, Umberto Calosso studia al regio ginnasio-liceo Cavour a Torino, iscrivendosi poi alla facoltà di lettere e filosofia presso l'Università. Durante il periodo della neutralità nel 1914-1915 si schiera, convintamente nazionalista, con la fazione interventista e per l'entrata in guerra dell'Italia, arruolandosi in seguito come volontario nella prima guerra mondiale.
Al ritorno dalla guerra riprende gli studi universitari a Torino, laureandosi con lode nel 1920 con una tesi sul tema dell'anarchia in Vittorio Alfieri. Parallelamente in quegli anni prende contatti con l'ambiente socialista torinese, dove conosce Gramsci, Togliatti e Tasca, iscrivendosi al Partito socialista e collaborando al settimanale L'Ordine Nuovo, dove in una lettera aperta pubblicata il 9 agosto 1919 ha modo di esprimere sia l'entusiasmo e le speranze rivolte verso la rivoluzione bolscevica, che l'amarezza e il disincanto dalle idee nazionaliste e verso l'esperienza della guerra, che a detta sua "uccise non solo un sentimento, ma l'organo stesso di ogni sentimento"
Insieme con Gennaro Gramsci, Alfonso Leonetti, Ottavio Pastore e Andrea Viglongo viene processato nel 1923 per detenzione abusiva di armi, venendo poi assolto assieme agli altri imputati. Dopo aver pubblicato nel 1924 il saggio L'anarchia di Vittorio Alfieri, insegna italiano a Messina, dove si fa notare per la sua "propaganda antinazionale", e poi ad Alessandria quando, nel 1928, a causa del suo antifascismo, viene estromesso dall'insegnamento.
Nel 1931 decide di lasciare l'Italia e con la moglie Clelia Lajolo si stabilisce dapprima in Francia e poi a Londra, spostandosi in seguito a Malta dove ottiene la cattedra di letteratura italiana al St. Edwards' College. Nel 1933 conosce a Parigi Carlo Rosselli e si lega al gruppo di Giustizia e libertà, divenendone un attivo collaboratore nei Quaderni e per il quale scrive le sue considerazioni su Antonio Gramsci e l'Ordine Nuovo. Nel 1936 si trova in Spagna nel momento in cui avviene il colpo di stato reazionario di Francisco Franco: si reca allora a Barcellona per unirsi alla resistenza repubblicana e il 28 agosto combatté con altri antifascisti italiani - Rosselli, Garosci, Berneri, Angeloni - a Monte Pelato. In qualità di giornalista e di corrispondente di guerra pubblica sugli articoli dei Quaderni di Giustizia e Libertà le esperienze della guerra civile spagnola.
Con la vittoria del franchismo, nel 1939, torna a Malta, dove pubblica i Colloqui con Manzoni. Con lo scoppio della guerra, lascia Malta per recarsi su invito inglese in Egitto, dove organizza insieme con Paolo Vittorelli la pubblicazione di opuscoli antifascisti. Stabilitosi poi a Londra durante la seconda guerra mondiale, con altri emigrati italiani - Angelo Crespi, Umberto Limentani, Ruggero Orlando, Decio Pettoello, i fratelli Paolo e Piero Treves - e il deputato laburista  Ivor Thomas, partecipa alla costituzione dell'associazione culturale «Free Italy», riunendo attorno a sé intellettuali italiani e britannici con il fine di portare avanti un'opera di informazione resistente, cercando anche di intessere legami di collaborazione con altre organizzazioni italiane all'estero di cultura antifascista, come la «Mazzini Society» di Gaetano Salvemini. Dal 1942 collabora alle trasmissioni per l'Italia di Radio Londra, portando avanti una serrata opera di informazione e propaganda antifascista nella rubrica radiofonica «Free Italy Talks», cominciando dapprima a sostenere la necessità di una pace immediata e anche separata per l'Italia, per poi passare ad un deciso incitamento alla resistenza totale contro i nazifascisti. In questo contesto, a Calosso si deve la coniazione dell'epiteto a carattere spregiativo di "repubblichino", rivolto ai fascisti della RSI alleati con gli occupanti tedeschi, riscuotendo un successo immediato nell'Italia occupata e resistente.
Caduto il fascismo, nell'ottobre del 1944 torna a Roma, collaborando con l'edizione romana dell'Avanti! e la rivista Socialismo. Con la liberazione di Torino sul finire dell'aprile 1945, ad ottobre passa a dirigere il quotidiano torinese socialista Sempre Avanti!, dove curando personalmente la rubrica "stampa amica e nemica" si fa promotore delle istanze di rinnovamento ideologico sul modello del laburismo inglese, da lui lodato per il pragmatismo e l'impostazione concertativa con le parti sociali, ripudiando l'approccio più spiccatamente conflittuale di classe e le parole d'ordine più rivoluzionarie e anticapitaliste del massimalismo. Nel 1946 viene eletto nel collegio di Asti-Alessandria come deputato alla Costituente nelle liste del PSIUP, dal quale usce nel 1947 assieme a Saragat nella scissione di Palazzo Barberini per aderire al PSLI. Nel suo ruolo di deputato si distingue per i suoi interventi a favore del disarmo, dell'emancipazione femminile e per una riforma dell'istruzione pubblica. Nel panorama ideologico socialcomunista, rimane estraneo al tradizionale sentimento anticlericale, attento invece a cogliere del cristianesimo i valori inquadrabili in un socialismo umanitario, e dall'altra parte senza mai indulgere sulle questioni di principio della laicità dello stato. Calosso si fa dunque portavoce di un revisionismo socialista anticonformista, privo di elaborati teorici fondamentali e nutrito piuttosto di tensione morale e di pragmatismo, ispirandosi alle esperienze del riformismo laburista e alle idee fabiane. Forte anche della sua esperienza nell'Ordine Nuovo, individua per la rigenerazione sociale e morale del paese l'educazione e l'istruzione delle masse diseredate come via principale per l'emancipazione e il socialismo, rifiutando però l'approccio frontale e diretto dei rivoluzionari e optando per una gradualità sempre nella cornice legale e delle istituzioni democratiche. Direttore de L'Umanità, fonda con Corrado Bonfantini il giornale Mondo nuovo e nel 1948 viene rieletto alla Camera dei deputati nelle liste del PSLI.
Docente di letteratura italiana nella facoltà di Magistero dell'Università di Roma, le sue lezioni vennero frequentemente disturbate da gruppi di neofascisti che nel gennaio 1952 lo aggrediscono due volte, ricevendo la solidarietà di Luigi Einaudi e di De Gasperi. Come membro della commissione parlamentare per la Pubblica Istruzione, si occupò per una riforma sistematica della scuola secondaria che ne prevedesse la gratuità e l'obbligo. Nel 1953, ormai malato, rientra nel PSI, non ripresentandosi tuttavia come candidato alle elezioni, morendo a Roma nel 1959. Come giornalista radiofonico, si occupò di curare anche le trasmissioni della RAI, come Rosso di sera e Il convegno dei cinque.

## Scritti
- L'anarchia di Vittorio Alfieri, Bari, Laterza, 1924
- Antonio Gramsci e l'Ordine Nuovo, Parigi, Quaderni di Giustizia e Libertà, 1933
- Colloqui con Manzoni (1940), Bari, Laterza, 1948
- La riforma della scuola si può fare, Parma, Guanda, 1953